# Dubrovačko primorje
Dubrovačko primorje (italienska: Litorale Raguseo) är en kommun i landskapet Dalmatien i Kroatien. Kommunen har 2 161 invånare (2011) och orten Slano med 567 invånare är kommunens största ort.  

## Demografi
Till kommunen hör följande 20 samhällen. Siffrorna på antalet invånare är från folkräkningen 2011:
| Samhälle    | Antal invånare |
| ----------- | -------------- |
| Banići      | 150            |
| Čepikuće    | 62             |
| Doli        | 187            |
| Imotica     | 106            |
| Kručica     | 34             |
| Lisac       | 37             |
| Majkovi     | 201            |
| Mravnica    | 37             |
| Ošlje       | 125            |
| Podgora     | 19             |
| Podimoć     | 52             |
| Slano       | 567            |
| Smokovljani | 65             |
| Stupa       | 70             |
| Štedrica    | 56             |
| Točionik    | 22             |
| Topolo      | 155            |
| Trnova      | 43             |
| Trnovica    | 38             |
| Visočani    | 131            |

## Historia
1399 hamnar området som idag utgör kommunen under republiken Dubrovnik. Under republikens tid växer Slanos betydelse och orten blir en viktig hamnstad. Efter republikens fall 1808 och en kort fransk ockupation tillfaller området österrikarna.

### Fotnoter
1. ↑  Dubrovackoprimorje.hr Arkiverad 2 november 2013 hämtat från the Wayback Machine. - Kommunen Dubrovačko primorjes officiella webbplats (kroatiska)
2. 1 2  ”Census of Population, Households and Dwellings 2011, First Results by Settlements” (på engelska och kroatiska) ( PDF). Kroatiska statistiska centralbyrån. Arkiverad från originalet den 19 augusti 2014. https://web.archive.org/web/20140819030849/http://www.dzs.hr/Hrv_Eng/publication/2011/SI-1441.pdf. Läst 30 oktober 2013.
3. ↑  Dubrovackoprimorje.hr Arkiverad 2 november 2013 hämtat från the Wayback Machine. – Kommunens officiella webbplats (kroatiska)